# Iproca laosensis
Iproca laosensis là một loài bọ cánh cứng trong họ Cerambycidae.